# Egede (havezate)
De havezate Egede stond in de Nederlandse buurtschap Egede, provincie Overijssel. Het voormalige bouwhuis is behouden gebleven en heeft de status van rijksmonument.

## Geschiedenis
Een mogelijke eerste vermelding van Egede dateert uit 1364, toen ene Arnold van Eghene medetekenaar was van een brief van de heer van Almelo. Bij de uitbraak van de pest in 1377 werd Gisela ten Damme, bekend als de mooiste vrouw van Overijssel, op Egede ondergebracht nadat haar ouders waren overleden.
Het Hof to Egen werd in 1382 door Herman van Wesenberg in leen gehouden van de bisschop van Utrecht.

### Familie Van Rechteren
In 1399 was het leen in handen van Zweder van Rechteren, de eigenaar van het in Dalfsen gelegen kasteel Rechteren. Hij liet zijn bezit – waaronder Egede – in 1404 na aan zijn minderjarige zoon Frederik. In 1432 trouwde Frederik met Cunegonda van Polanen, waardoor zijn bezittingen verder werden uitgebreid: Cunegonda bracht namelijk zowel het kasteel Rhaan als de heerlijkheid Voorst en Keppel in. Overigens was er op de Hof te Egede geen echt kasteel aanwezig, maar een grote boerderij.
Zowel Rhaan als Egede werden in achterleen uitgegeven aan Frederiks broer Zeger, maar nadat deze kinderloos was overleden werd Frederiks zoon Otto van Heeckeren van Rechteren in 1461 met de Hof te Egede beleend. Otto was ridder en mocht verschijnen op de landdagen, maar stierf kort na 1477 en liet zijn vrouw Stephanie van den Rutenberg en hun kinderen achter. Uiteindelijk erfde Otto’s oudste zoon Frederik alle goederen die onder Rechteren vielen. Hieronder viel ook Egede, dat hij in 1488 aan zijn broer Zeger in leen gaf.
Zeger van Rechteren trouwde met Mechteld van Doornick. Het stel bleef kinderloos maar adopteerde Vincent van Rechteren, een zoon van Zegers broer Adolf. Deze Vincent zou voortaan ook de naam Zeger dragen, en trouwde twee maal: in 1536 met Diderica van den Boetzelaer en drie jaar later met Josina van Erp. Deze Zeger erfde het huis Egede en was tevens in bezit van de havezate Bredenhorst. Hij overleed echter kinderloos, waarna Egede en zijn andere bezittingen weer terugvielen aan de heer van Rechteren. Na nog enkele wisselingen kwam Egede begin 17e eeuw in handen van Anthonie van Doornick. 

### Van Haersolte
Via Anthonies dochter Johanna kwam de havezate bij haar echtgenoot Swier van Haersolte, burgemeester van Zwolle. Deze zou ook nog functies bekleden in het Salland, zoals rentmeester en drost. Hun zoon Bartold werd vanwege het bezit van Egede lid van de ridderschap. Swier overleed in 1643. Toen Bartold in 1651 kinderloos kwam te overlijden, kwam Egede in handen van zijn broer Anthony.
Naast Egede had Anthony van Haersolte diverse andere bezittingen in bezit gekregen. Zo verwierf hij in 1641 de havezate Herxen en verkreeg via zijn echtgenote Ernestina van den Boetzelaer de Vollenhoofse Toutenburg. Het huis te Paasloo liet hij in 1664 tot havezate verheffen. Het echtpaar woonde waarschijnlijk niet op het kleine Egede, maar op een van hun andere huizen. Ze kregen twee dochters.

#### Geschil
In 1683 kreeg de weduwe Ernestina een geschil met Warner van Pallandt, de echtgenoot van haar kleindochter. Warner wilde lid worden van de ridderschap en dacht de havezate Egede hiervoor te gebruiken, maar Ernestina zag dat als een aantasting van haar rechten. De ridderschap startte met een onderzoek, waarna Warner besloot om zich in 1685 via zijn havezate Zuthem te laten verschrijven in de ridderschap.

### Anthonie Adolf van Haersolte
Eind 17e eeuw vererfde Egede van Ernestina van den Boetzelaer naar haar dochter Anna Elisabeth, die sinds 1675 was gehuwd met Rutger van Haersolte. Dit bezit van Egede leverde Rutger in 1691 het lidmaatschap op van de ridderschap, maar toen hij ook in bezit kwam van Hoenlo droeg hij in 1710 Egede over aan hun zoon Anthonie Adolf.
Voor Anthonie was de havezate Egede vooral een zomerverblijf. Hij was militair en diende onder andere als commandant van Philippine. Samen met zijn vrouw Catharina van Haersolte – een achternichtje – kreeg hij in Zwolle twee kinderen.

#### Tekenaars op bezoek
In de zomer van 1732 trokken de tekenaars Cornelis Pronk, Abraham de Haen en Andries Schoemaker door de streek om kastelen en havezaten te tekenen. Toen ze bij Egede aankwamen vroegen ze Anthonie – die toen met zijn dochter op de havezate verbleef - om toestemming voor het natekenen van zijn huis. Hij gaf hen niet alleen toestemming, maar nodigde de drie tekenaars ook uit voor een maaltijd en liet hun paarden verzorgen. Na afloop bracht Anthonie de drie mannen naar de overkant van de Regge, vergezelde hen tot het huis Rhaan en schonk hen tevens enkele flessen wijn.

### Van Pallandt
Nadat Anthonie Adolf van Haersolte in 1737 te Zwolle was overleden, ging de havezate over op zijn gelijknamige zoon. Deze Anthonie bleef ongehuwd en zou in 1760 komen te overlijden, waarna zijn zus Anna Elisabeth de enige erfgenaam was. Haar jongste zoon Frederik Theodoor van Pallandt (1754-1812) kreeg nu de havezate toebedeeld. Hij trouwde met Sara van Rechteren.
Na het overlijden van Frederik Theodoor van Pallandt in 1812 bleef Egede in bezit van zijn weduwe. Hun oudste dochter Anna Ida Elisabeth (1792-1870) zou hierna de havezate erven. Anna trouwde met Berend Herman van Marle en liet in haar testament Egede na aan hun dochter Catharina.

### Afbraak
Catharina van Marle trouwde niet en overleed in 1882 kinderloos. Vanwege de vele erfgenamen en legaten die ze in haar testament had opgenomen, werd besloten om de havezate publiekelijk te veilen. De gronden werden verdeeld onder aan aantal kopers, terwijl de opstallen - bestaande uit onder andere het huis, bouwhuis, poort, koetshuis en de stal – voor afbraak werden verkocht aan de uit Zwolle afkomstige aannemer Roelof Westerhof.
Toen Willem Diederik Coninck Liefsting in 1883 de havezate kocht, bleek nog niet alles te zijn afgebroken. Na zijn dood in 1911 werd Egede opnieuw geveild, waarna het goed in bezit kwam van de familie Wemekamp.

## Beschrijving
Het omgrachte Egede was een relatief kleine havezate. In 1675 werd het huis aangeslagen voor slechts twee haardsteden en een oven; in 1710 was er nog maar één haardstede.
Een inventaris uit 1812 maakt eveneens duidelijk dat Egede een bescheiden gebouw was, met onder andere enkele opkamers, een keuken en een slaapkamer. Verder was er een stal voor koeien en paarden.
Bij de havezate hoorde de in 1637 gebouwde Lemelermolen.
Het bouwhuis uit 1780 is behouden gebleven. Het L-vormige gebouw heeft een met riet bedekt schilddak en is sinds 1971 een rijksmonument.
Een toegangshek werd door Nicolaas van Heek gekocht en bij zijn herenhuis De Eekhof in Enschede geplaatst. Na zijn overlijden in 1987 verhuisde de poort naar de Bellinckhof in Almelo.
Ahnem · Den Alerdinck · Arendshorst · Arkelstein · Averbergen · Beerze · Den Berg · Bergentheim · Blankena · Borgele · Boskamp · Boxbergen · Bredenhorst · Buckhorst · Campherbeek · Collendoorn · Den Dam · Dieze · Dingshof · Den Doorn · Hof te Dorth · Eerde · Egede · De Gelder · Gerner · Glinthuis · Gramsbergen · De Groote Scheere · De Grote Weede · De Haere · Haerst · Hagenvoorde · Heemse · Herxen · Hoenlo · Hofstede · 't Hogeholt · Hogenhof · 't Hoogehuis · Junne · Kranenburg · Krijtenberg · De Kuile · Het Laar · Langeveldslo · Leemcule · Luttenberg · Melenhorst · Mennigjeshave · Nijenhuis · Oosterveen · Den Ordel · De Pol · Pothof · Rande · Rechteren · Het Reelaer · Rhaan · Rollecate · Rutenberg · Schoonheten · Schuilenburg · Vechterweerd · Velner · Venebrugge · Verborg · Voorst · Vrieswijk · Werkeren · Westerveld · Windesheim · Wittenstein · Wolfshagen · Zuthem
Den Aalshorst · Den Alerdinck · Huis Almelo · Arkelstein · Averbergen · Azoelen · Backenhagen · Bellinckhof · Den Berg · Huis Bergentheim · Beugelskamp · Beverfeurde · Blankena · Hof te Boekelo · Borgbeuningen · Havezate Boskamp · Boxbergen · Havezate Brecklenkamp · Bredenhorst · Buckhorst · Campherbeek · Colckhof · Den Dam · Huis Diepenheim · Dingshof · Dubbelink · Kasteel Eerde · Egede · Havezate Elsen · Everlo · Landgoed Frieswijk · Glinthuis · Huis Gramsbergen · Grimberg · Grotenhuis · De Haere · Haerst · Hagmeule · Slot Hardenberg · Huis Heeckeren · Huis Hengelo · Herxen · Hofstede · Hogenhof · Hondeborg · Katenhorst · Kevelham · Kranenburg · De Kuile · Het Laar · Leemcule · Luttenberg · Mataram · Mennigjeshave · Nijenhuis (Diepenheim) · Nijenhuis (Olst-Wijhe) · Oldemeule · Olidam · Oosterhof · Huis te Ootmarsum · Den Ordel · Pekkedam · Pothof · Rande · Kasteel Rechteren · Het Reelaer · Rhaan · Rutenberg · Huis Saasveld · Havezate Schoonheten · Havezate Schuilenburg · Singraven · Stoevelaar · Kasteel Toutenburg · Twickel · Vechterweerd · Venebrugge · Kasteel Voorst · Warmelo · Wegdam · Weldam · Weleveld · Huis Werkeren · Westerflier · Wittenstein · Zuthem